# Желтомордый псевдобалист

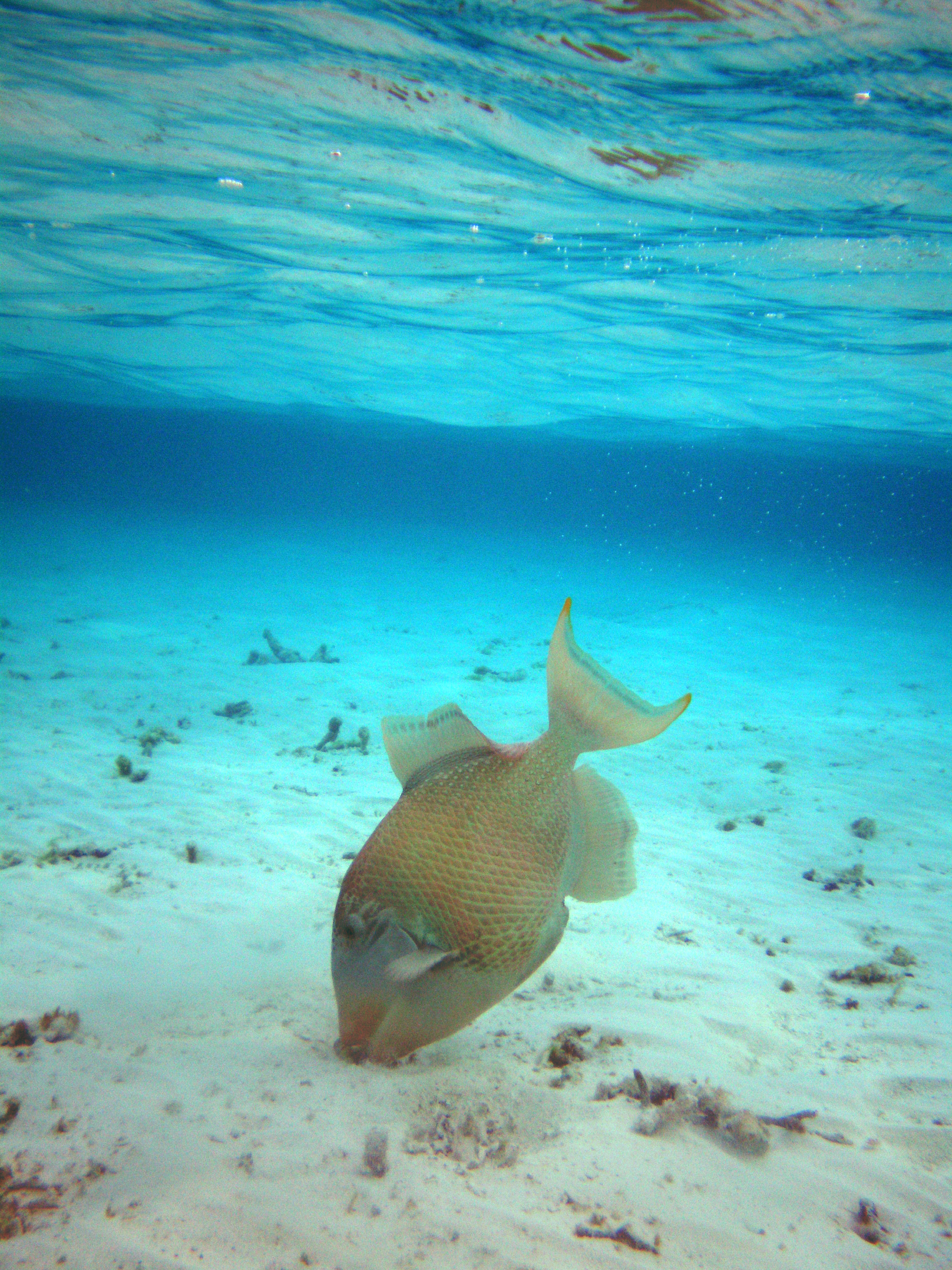

Желтомордый псевдобалист (лат. Pseudobalistes flavimarginatus) — вид морских лучепёрых рыб семейства спинороговых.

## Описание
Желтомордый псевдобалист достигает длины до 60 см.

## Распространение
Желтомордый псевдобалист живёт в Красном море и в Индо-Тихоокеанской области от побережья Восточной Африки до Южной Африки, Японии, Самоа и Туамоту на глубине от 1 до 50 м. Он предпочитает лагуны, рифовые каналы и террасы.

## Питание
Рыбы питаются верхушками ветвистых мадрепоровых кораллов, которые они откусывают своей сильной челюстью, моллюсками, ракообразными, фораминиферами, оболочниками и морскими ежами.

## Размножение
Рыбы живут в парах или в одиночку. Они нерестятся круглый год, чаще в период с ноября по декабрь или с марта по май. Они строят большие углубления на дне диаметрами до 2 м и глубиной до 70 см из песка или обломков кораллов. За несколько дней до полнолуния или полулуния самка кладёт примерно от 400 000 до 500 000 яиц. Шар из яиц величиной с кулак укрывается родителями ветками кораллов. Самки охраняют гнездо до появления личинок.